# Liposoom
Een liposoom is een klein blaasje bestaande uit door een membraan omgeven inhoud. De membraan bestaat meestal uit een dubbele laag van polaire moleculen die lijken op fosfolipiden, de natuurlijke moleculen die in levende wezens het hoofdbestanddeel zijn van de celmembraan. De inhoud bestaat meestal uit een (waterige) oplossing.
Liposomen staan in de belangstelling omdat ze wellicht kunnen worden gebruikt om hun inhoud in individuele cellen te brengen door de membraan te laten fuseren met de celmembraan. De inhoud kan dan bijvoorbeeld een geneesmiddel bevatten.

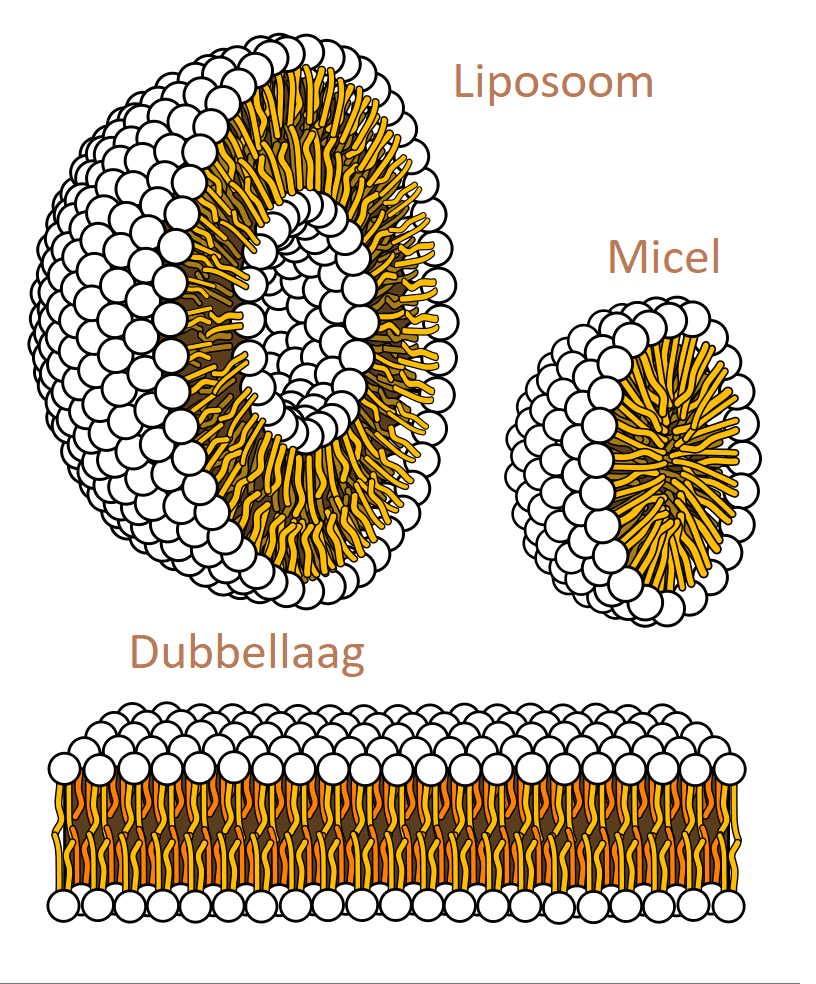
Verschillende structuren die fosfolipiden in een waterige oplossing kunnen aannemen
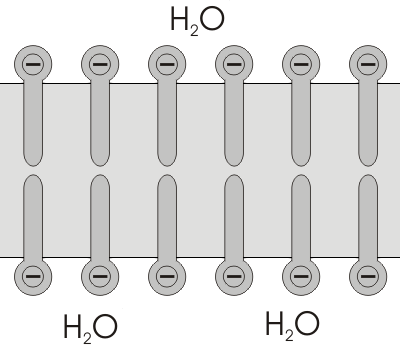
Lipide dubbellaag
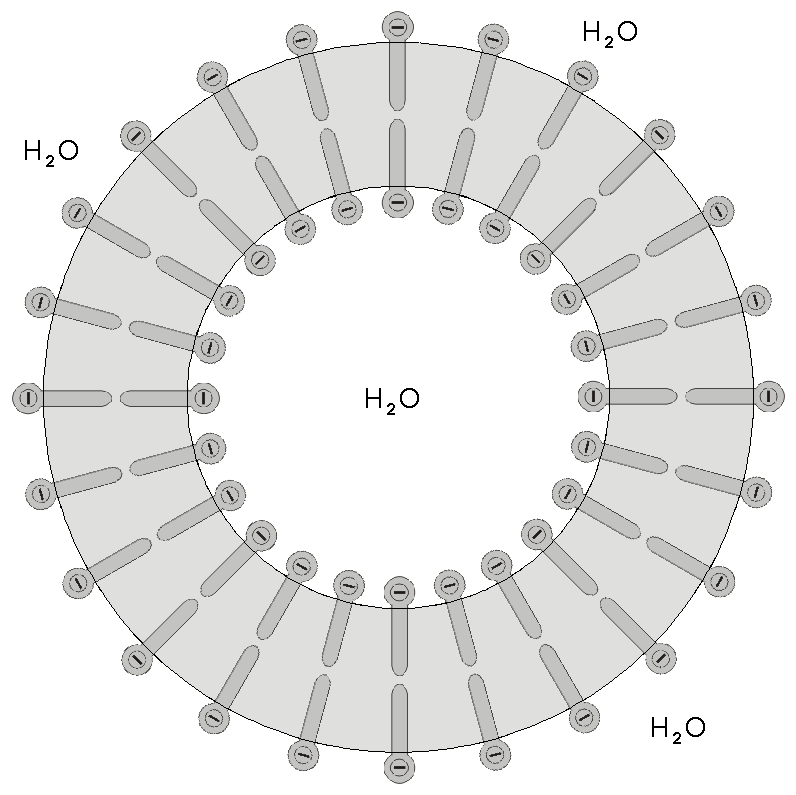
Liposoom

Sommige cosmeticafabrikanten claimen huidcellen op deze manier beter te kunnen hydrateren waardoor de huid minder droog zou lijken of aanvoelen. In het laboratorium kunnen liposomen 16 keer zoveel wateroplosbare vitamine biotine (vitamine H) in individuele cellen brengen als Standaard Olie in Water (St O/W, of , op basis van vaseline).